# Joëlle Welfring
Joëlle Welfring (ur. 22 czerwca 1974 w Esch-sur-Alzette) – luksemburska polityk i urzędniczka, w latach 2022–2023 minister środowiska, klimatu i zrównoważonego rozwoju.

## Życiorys
Ukończyła szkołę średnią Lycée Hubert Clément w rodzinnej miejscowości. Uzyskała magisterium z biochemii na Université Strasbourg-I (1997) oraz z nauk o środowisku na Brunel University London (1998). Pracowała w instytucie badawczym CRP Henri Tudor, w którym kierowała centrum zasobów technologii środowiskowych oraz działem rozwoju biznesu. W 2014 została zastępczynią dyrektora agencji do spraw środowiska (Ëmweltverwaltung), w kwietniu 2022 powołano ją na dyrektora tej instytucji.
W maju tegoż roku dołączyła do rządu Xaviera Bettela. Z rekomendacji Zielonych objęła w nim urząd ministra środowiska, klimatu i zrównoważonego rozwoju, zastępując na tej funkcji Carole Dieschbourg.
W wyborach w 2023 z ramienia swojego ugrupowania uzyskała mandat posłanki do Izby Deputowanych. Urząd ministra sprawowała do listopada tego samego roku.